# ودكة
الودكة هي جماعة قرية مغربية شمال المملكة. تنتمي ودكة لإقليم تاونات الجبلي، ضمن الدائرة الإدارية غفساي. تضم هذه القرية 7.380 نسمة (إحصاء 2024).